# Свети Димитър (Таксиархис)
Вижте пояснителната страница за други значения на Свети Димитър.
„Свети Димитър“ (на гръцки: Αγίου Δημητρίου) е късносредновековна православна църква в гревенското село Таксиархис (Куско), Егейска Македония, Гърция.
Църквата е построена в 1610 година. В интериора са запазени ценни стенописи от XVII век.